# Nile Ranger
Nile Ranger (Londra, 11 aprile 1991) è un calciatore inglese, attaccante del Kettering Town.

## Biografia
Nel 2007, all'età di 15 anni, viene condannato a una pena di 11 mesi da scontare in un carcere minorile per rapina.
Il 27 agosto 2011 viene arrestato per aggressione, ma viene dichiarato innocente nel processo nell'ottobre del 2012.
Nell'ottobre del 2011 viene arrestato per ubriachezza molesta. L'arresto è avvenuto solo pochi giorni dopo il suo reintegro in prima squadra del Newcastle dopo un periodo punitivo di tre mesi nella squadra delle riserve. Nel marzo del 2012 viene condannato a 3 mesi di carcere con la condizionale e a pagare una multa di 135 sterline.
Nel maggio del 2011 viene interrogato dai dirigenti del Newcastle in merito a una fotografia che lo ritrae con una pistola finta. L'arma è stata in seguito consegnata.
Nelle prime ore del 23 settembre 2012 la polizia riceve una chiamata d'intervento in una casa a Londra per dei rumori molesti. La porta d'ingresso della casa era sfondata e Ranger è stato arrestato con l'accusa di violazione di domicilio. Le accuse sono cadute nel novembre 2012 dopo che la corte ha accettato la spiegazione di Ranger, che ha affermato di aver sfondato la porta temendo che la sua fidanzata stesse venendo rapita.
Il 25 gennaio 2013 viene arrestato con l'accusa di stupro. In seguito a questo evento, l'8 luglio 2013 è stato accusato formalmente di stupro.
Il 14 marzo 2013 è stato arrestato con l'accusa di aggressione dopo un incidente nel centro di Newcastle.
Il 3 gennaio 2014 Lee Power, presidente dello Swindon Town, ha dichiarato in una conferenza stampa di avere in programma un incontro con Ranger ed il suo agente per rescindere il suo contratto con il club a causa della mancanza di professionalità mostrata con la continua assenza agli allenamenti.
Il 23 marzo 2014 è stato arrestato con l'accusa di aver danneggiato un taxi a Liverpool.

## Carriera

### Club
Nel luglio del 2008 viene ingaggiato dal Newcastle United. Debutta con la maglia dei Magpies il 23 agosto 2008 contro il Leicester City; il 1º settembre 2008 fa il suo debutto con la squadra delle riserve contro il Sunderland al St James' Park. Con la nuova maglia si mette subito in luce, segnando 15 gol con la squadra under-19 e 7 gol con la squadra delle riserve. Per le sue prestazioni viene premiato con il Wor Jackie Milburn Trophy nel 2009. Dopo un'ottima stagione, firma con il Newcastle un rinnovo di tre anni e mezzo. L'8 agosto 2009 fa il suo debutto con la prima squadra contro il West Bromwich Albion, subentrando all'infortunato Shola Ameobi. Il 31 agosto 2009 fa il suo debutto da titolare contro il Leicester City, venendo nominato uomo-partita; viene sostituito all'84º minuto, ricevendo una standing-ovation dai tifosi del Newcastle. Il 9 dicembre 2009 segna il suo primo gol in prima squadra nella vittoria per 2-0 contro il Coventry City. Il 9 dicembre 2009 segna il suo secondo gol nella vittoria per 2-0 contro il Crystal Palace. Dopo la promozione del Newcastle in Premier League, Ranger trova meno spazio, venendo schierato solo in Football League Cup contro l'Accrington Stanley ed il Chelsea; segna il suo primo golo stagionale proprio nella vittoria per 4-3 con i Blues. Debutta in Premier League il 16 ottobre 2010, in un pareggio casalingo per 2-2 contro il Wigan Athletic. Segna il suo primo gol nella vittoria per 1-0 contro l'Arsenal, riuscendo a superare il difensore rivale Laurent Koscielny, per poi spedire la palla in rete e subire fallo dallo stesso avversario, che per questo è stato espulso. Il 3 dicembre 2010 rinnova il suo contratto con il Newcastle di cinque anni e mezzo, portandolo a scadenza nel 2016. Nella seconda parte di stagione riesce anche a guadagnarsi più spazio, grazie alla cessione di Andy Carroll al Liverpool e agli infortuni di Shola Ameobi e Leon Best.
Il 21 novembre 2011, dopo un inizio di stagione tutt'altro che positivo, viene ceduto in prestito al Barnsley fino al 14 gennaio 2012. Il 18 dicembre 2011, nella sconfitta per 1-0 contro il West Ham United, si infortuna ad un piede. Il prestito viene quindi interrotto in anticipo.
Il 22 marzo 2012 viene ceduto in prestito allo Sheffield Wednesday fino a fine stagione.
Il 1º marzo 2013 rescinde il suo contratto con il Newcastle.
Il 17 agosto 2013 si accasa allo Swindon Town, firmando un contratto di un anno con opzione per il secondo.

### Nazionale
Il 25 marzo 2009 debutta con la maglia dell'Inghilterra under-19 contro la Repubblica Ceca, sbagliando clamorosamente un'occasione negli ultimi minuti tirando la palla sul palo. Ha segnato il suo primo gol nella sua seconda partita, contro la Bosnia ed Erzegovina, colpendo la palla di testa. Ha disputato gli Europei under-19, ma la sua nazionale è stata eliminata in finale dall'Ucraina.

## Palmarès
- Football League Championship: 1

Newcastle Utd: 2009-2010